# Versuchskampffahrzeug

Зображення прототипів Panzer VI Tiger

Versuchskampffahrzeug (скор. VK, Vs. Kfz., Vskfz., тр. «Ферзухс-кампф-фарцойґ», пер. «дослідна бойова машина») — позначення, що використовувалось в Третьому Райху для експериментальної бронетехніки.
Після прийняття на озброєння техніка отримувала стандартне позначення Sd Kfz та індекс.

## Назва
Зазвичай назва мала таку структуру: VK XX.YY (Z), де XX — маса танка в тоннах, YY — деякий порядковий індекс, Z — код заводу, який розробляв прототип[джерело?]. Коди заводів були такі:
- D — Daimler-Benz
- H — Henschel
- K — Krupp
- M — MAN
- P — Porsche

Для деяких зразків техніки структура була іншою: наприклад, VK 31 (1931 рік) — Leichttraktor, Vskfz. 622 — Panzer IV.

## Список
Нижче наведено список зразків техніки, для яких відомий індекс
- VK 6.01 — Panzer I Ausf. С[en]
- VK 9.01 — Panzer II Ausf. G
- VK 9.03 — Panzer II Ausf. H and M
- VK 13.03 — Panzer II Ausf. L Luchs
- VK 13.05 — Flakpanzer Luchs[джерело?]
- VK 16.01 — Panzer II Ausf. J
- VK 16.02 — Leopard[en]
- VK 18.01 — Panzer I Ausf. F[en]
- VK 20[en] (20.01 – 28.01) — розробки заміни для Panzer III та Panzer IV
- VK 30[en] — 30-35-тонні шасі
  - VK 30.01 (H) — розробка Henschel
  - VK 30.01 (P) — розробка Porsche
  - VK 30.01 (D) та VK 30.02 (D)[en] — розробки Daimler-Benz
  - VK 30.02 (M) — розробка MAN, що пізніше стала Panzer V Panther
- VK 36.01 (H)[en] — перероблення VK 30.01 (H) з потужнішим бронюванням
- VK 45.01 (H) — розробка, що пізніше стала Panzer VI Tiger
- VK 45.01 (P) — конкурент Tiger від Porsche, відомий як Tiger (P).
- VK 45.02 (H) — розробка, що пізніше стала Panzer VI Tiger II
- VK 45.02 (P) — конкурент Tiger II від Porsche
- VK 45.03 (H) — т. зв. Tiger III від Henschel[джерело?]
- VK 65.01 (H) — проєкт важкого танка від Henschel[2]
- VK 70.01 – 72.01 (K) — Panzer VII Löwe

### Інші
- VK 31 — Leichttraktor[джерело?]
- VK 617 — Panzer I[1]
- VK 618 — прототипи Panzer IV (на початку)[1]
- VK 619 — Panzer III[1]
- VK 622 — спочатку Panzer II, а пізніше (коли Pz II було прийнято на озброєння в 1936) Panzer IV[1]